# Фьоре, Корентен
Корентен Фьоре (нидерл. Corentin Fiore; родился 24 марта 1995 года, Бельгия) — бельгийский футболист, защитник.

## Клубная карьера
Фьоре — воспитанник льежского клуба «Стандард». В 2013 году он был включён в заявку основной команды. 11 декабря 2014 года в поединке Лиги Европы против нидерландского «Фейеноорда» Корентен дебютировал за «Стандард». 27 декабря в матче против «Локерена» он дебютировал в Жюпиле лиге, заменив во втором тайме Дино Арсланагича.

## Международная карьера
В 2012 году в составе юношеской сборной Бельгии Фьоре принял участие в юношеском чемпионате Европы в Словении. На турнире он сыграл в матчах против команд Польши, Нидерландов и Словении.

## Достижения
Командные
 «Стандард»
- Обладатель Кубка Бельгии — 2015/16